# Gundula Schilf
Gundula Schilf ist eine ehemalige deutsche Fußballspielerin.

## Karriere
Schilf gehörte dem SV Feldkirchen aus dem gleichnamigen Stadtteil von Neuwied seit der Gründung im März 1977 an und trainierte mit anderen Fußball interessierten Frauen bereits ein halbes Jahr zuvor unter Trainer Peter Neumann. Bis zur ersten Meisterschaftsrunde, die im Herbst 1977 begann, wurden 18 Testspiele ausgetragen, von denen zwölf gewonnen und drei verloren wurden sowie drei unentschieden endeten – bei einem Torverhältnis von 55:7. Zur Halbserie in der Damenfußball-Leistungsklasse noch Herbstmeister vor dem TuS Asbach, belegte sie mit ihrer Mannschaft am Saisonende 1977/78 den zweiten Platz.
Aufgrund der Spielstärke der Mannschaft nahm der Fußballverband Rheinland diese in die  Rheinlandliga auf, in der die Vorrunde mit einem vierten Platz beendet werden konnte. Durch den Weggang vieler Spielerinnen aus beruflichen oder sonstigen Gründen musste auf eine stark verjüngte und unerfahrene Mannschaft für die Rückrunde gesetzt werden. Da sämtliche Rückrundenspiele verloren wurden, belegte diese am Saisonende 1978/79 den letzten Platz. Wegen anhaltender Nachwuchsprobleme musste die Frauenfußballabteilung des SV Feldkirchen im Jahr 1982 aufgelöst werden.
Schilf wechselte zur Saison 1982/83 zum TuS Ahrbach, dem sie bis zu ihrem Karriereende im Sommer 1989 angehörte. Zu den größten Erfolgen, die sie mit dem Verein erlebte, gehörte das Erreichen des Halbfinales im Vereinspokal-Wettbewerb, das beim FSV Frankfurt mit 0:4 verloren wurde, und das Erreichen des Finales um die Deutsche Meisterschaft. Im Mons-Tabor-Stadion von Montabaur wurde die am 8. Juli 1989 vor 6.000 Zuschauern gegen die SSG 09 Bergisch Gladbach ausgetragene Begegnung mit 0:2 verloren.

## Erfolge
- Finalist Deutsche Meisterschaft 1989
- DFB-Pokal-Halbfinalist 1989
- Rheinlandmeister 1985, 1986, 1988, 1989
- Rheinlandpokal-Sieger 1989